# Toscano (cigarro)

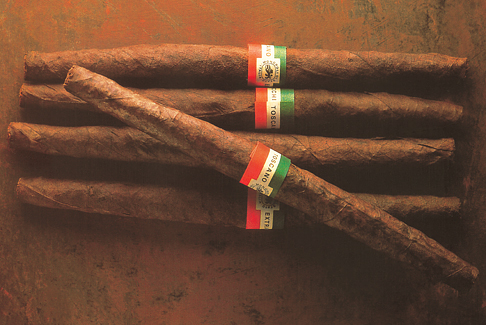
Algunos puros Toscano.

El cigarro Toscano es una marca de cigarros italianos fabricados en la región de Toscana, Italia. Están elaborados con tabaco Kentucky fermentado. La marca se estableció a finales del siglo XIX y ha ganado renombre tanto en Italia como en otros países como Suiza y Austria.

## Historia
En 1818, el Gran Duque de Toscana, Fernando III, estableció una fábrica de tabaco dedicada a la producción de puros Toscano. Durante un incidente particular, un fardo de hojas de tabaco de Kentucky, que se había dejado secar al aire libre, fue sorprendido por una lluvia inesperada. Las hojas húmedas comenzaron a fermentar debido al calor del verano. En lugar de desechar el tabaco, se decidió aprovecharlo para la producción de puros que se comercializarían en Florencia. Esta decisión resultó en un gran éxito entre los italianos y, con el tiempo, se convirtió en una práctica común. Actualmente, los puros de la marca Toscano son fabricados por Manifatture Sigaro Toscano SpA, con sede en Lucca y Cava de' Tirreni.

## Forma
El cigarro Toscano se distingue por su característica forma elíptica con extremos truncados, donde los diámetros de los extremos son menores que el diámetro central (vientre). El diámetro del cigarro varía según el tipo de Toscano, oscilando entre 13 y 16,5 mm. Sin embargo, con el paso del tiempo, se ha observado que el grosor de ciertos tipos de puros ha disminuido algunos milímetros, lo que afecta su tiempo de combustión.
Normalmente, el cigarro Toscano tiene una superficie irregular, a veces grumosa, con nervaduras visibles en las hojas que lo envuelven. Debido a la ausencia de una subbanda y a que su procesamiento no requiere modelado, estas irregularidades en la estructura son más evidentes en los cigarros torcidos a mano y se consideran características del cigarro Toscano.

## Producción
El cigarro Toscano se distingue por no ser un cigarro típico, ya que utiliza tabaco de Kentucky, que generalmente se destina al tabaco de pipa. Este tipo de tabaco se cultiva en varias regiones de Italia, como Toscana, Campania, Lacio, Umbría y Véneto. En cuanto a la capa, se suelen emplear hojas de Kentucky norteamericanas en algunos cigarros Toscano debido a su mayor anchura. Por otro lado, las hojas de Kentucky del sur de Italia, especialmente de Campania y Umbría, se utilizan para conseguir ciertos sabores presentes en los Toscano Garibaldi y Toscanello Garibaldi.
Las hojas de tabaco se someten primero a un tipo de fermentación húmeda, donde se humedecen y se curan al fuego en hornos alimentados con leña de roble y haya durante un período de 15 a 20 días. Durante esta etapa, las hojas se disponen ordenadamente sobre hilos en celdas especiales equipadas con un sistema "Stendaggio" y válvulas de aire para regular la humedad. La temperatura se controla mediante el ajuste del fuego de leña. Todo este proceso garantiza que el tabaco Kentucky esté completamente curado. El tabaco utilizado como relleno es una mezcla de Kentucky cultivado tanto en Italia como en América del Norte. Además, los puros Toscanello aromatizados emplean una combinación de tabacos de Kentucky italianos, sudamericanos y del Lejano Oriente como tripa.
A diferencia de los cigarros caribeños, donde se enrolla una capota alrededor del tabaco de tripa antes de que la capa de tabaco lo cubra, el cigarro Toscano se elabora enrollando el tabaco de tripa solo con el tabaco de capa, sin ningún capote adicional. La producción de puros continúa en dos líneas: la producción manual, destinada a puros de alta calidad y ediciones limitadas, y la producción a máquina. En la producción manual, un torcedor, conocido como "sigaraia", puede producir hasta 520 puros al día. Después del proceso de lijado, los puros se secan al aire en una cámara de envejecimiento. La duración de la maduración influye en la calidad del producto final, y los puros se colocan en celdas ventiladas con niveles de humedad controlados. El período de envejecimiento varía según el tipo de cigarro. Algunos puros Toscano de alta calidad, como Toscano Il Moro, Toscano Il Presidente y Toscano Originale, son liados a mano.
Todos los cigarros Toscano tienen una forma elíptica típica, similar a la forma "Perfecto" de un cigarro caribeño. La mayoría de los puros Toscano tienen una longitud que oscila entre 150 y 160 mm (5,9 a 6,3 pulgadas), con la excepción de Il Moro, que tiene una longitud promedio de 230 mm (9,1 pulgadas). El Toscanello es otra variedad de cigarro Toscano, en el que los cigarros ya están cortados por la mitad (llamados "ammezzati") y listos para fumar. Algunos de los clásicos son Toscanello, Toscanello Garibaldi, Toscanello Scelto y Toscanello Speciale. Además, vienen en una variedad de sabores, como Anís, Chocolate amargo, Espresso, Grappa, Moca y Vainilla.

## Características
Los puros Toscano son conocidos por tener una alta proporción de nicotina. Las variedades comerciales se distinguen por su fuerza, dulzura y sabor distintivos. Dentro de la gama Toscano, el Toscano ExtraVecchio se destaca por su robustez y carácter decidido. La producción de Toscano se caracteriza por la pureza y la persistencia del sabor, lo que contribuye a su reputación de calidad.
Tradicionalmente, los puros Toscano no se comercializan en forma completa, sino que se cortan por la mitad. Son considerados puros secos, lo que significa que no es necesario almacenarlos en un humidor. Esta característica es muy diferente a la de los puros caribeños, que tienden a secarse y agrietarse si no se almacenan en un humidor adecuado. El tabaco Kentucky utilizado en los puros Toscano no es higroscópico después de someterse a un proceso de fermentación especial, lo que permite que pueda almacenarse durante años a temperatura ambiente sin perder su calidad. Idealmente, un cigarro Toscano debería mantener una humedad interna entre el 12% y el 14%, y una humedad de almacenamiento entre el 65% y el 70%.

## Tipos de cigarro toscano
Los puros Toscano se elaboran y venden en 27 variedades:
| *Toscano Original               | *Toscano Il Moro          | *Toscanello Anice                        |
| *Toscano Originale 150          | * Toscano Extravecchio    | * Café Toscanello                        |
| *Toscano Originale Seleccionado | * Toscano Clásico         | * Toscanello Fondente (chocolate amargo) |
| *Toscano Originale Milenio      | * Toscano Clásico Vintage | * Toscanello Garibaldi                   |
| * Toscana Antica Riserva        | * Toscano Garibaldi       | * Grappa Toscanello                      |
| * Toscana Antigua Tradición     | *Toscano Mascagni         | * Toscanello Moca                        |
| *Toscano Antico                 | * Toscano Modigliani      | *Toscanello Scelto                       |
| *Toscano Anno Domini 1492       | *Toscano Soldati          | * Toscanello Especial                    |
| *Toscano del Presidente         | *Toscanello               | * Vainilla Toscanello                    |

Toscano Il Moro, hecho a mano en cantidades limitadas cada año, es el único cigarro Toscano que viene en su propia caja de embalaje de madera. Es el puro Toscano más exclusivo y generalmente se vende a un precio más alto. Otros puros Toscano hechos a mano incluyen Toscano Originale, Toscano Originale 150, Toscano Originale Selected, Toscano Millennium (edición limitada) y Toscano del Presidente (edición limitada).
Los puros Toscanello se originan debido a la práctica común de cortar los puros Toscano por la mitad en Italia. Toscanello Garibaldi, Toscanello y Toscanello Speciale son mitades de Toscano Garibaldi, Toscano Classico y Toscano Antico respectivamente. También hay una serie llamada Aroma, que incluye Anice, Caffe, Fondente, Grappa, Mocha y Vanilla, conocidos por ser más ligeros y refrescantes.
La serie "Sigari d'Autore" se inspira en tres personalidades italianas famosas: Toscano Garibaldi (cuadro verde), Toscano Modigliani (cuadro blanco) y Toscano Soldati (cuadro rojo). Cuando se disponen una al lado de la otra, estas tres casillas forman la bandera italiana.

## En el medio
Los cigarros Toscano hacen una aparición notable en la película Anatomía de un asesinato, dirigida por Otto Preminger en 1959. En una escena, el personaje principal, un abogado interpretado por James Stewart, ofrece los cigarros Toscano que fuma a un amigo, a quienes llama "cigarros italianos". Sin embargo, el amigo rechaza la oferta y comenta: "Esas hierbas apestosas son otro signo de tu decadencia". Esta escena resalta la distintiva naturaleza de los cigarros Toscano y añade un toque memorable a la película.
En un episodio de El regreso de Sherlock Holmes - "Los planes de Bruce Partington" producido por Granada Televisión en 1988, se muestra una escena en el restaurante italiano llamado Goldini. Holmes, interpretado por Jeremy Brett, le dijo a su amigo y colega, el Dr. Watson, interpretado por Edward Hardwicke: "Pruebe uno de los puros del propietario. Son menos venenosos de lo que cabría esperar". 
En la película "La banda de los hombres honestos", dirigida por Camillo Mastrocinque, después de terminar de imprimir los billetes, se ve a Toto comprando un paquete de puros Toscano.
Clint Eastwood fumaba Toscanos en los Spaghetti westerns de los años 60 dirigidos por Sergio Leone y musicalizados por Ennio Morricone . 